# Johanna Mo
Johanna Elisabeth Mo, född 27 mars 1976 i Kalmar, är en svensk författare. Hon romandebuterade 2007 och har sedan 2013 skrivit en rad uppmärksammade detektivromaner.

## Biografi
Mo föddes och växte upp i Kalmar. Hon studerade vid Stockholms universitet och var under 2002 redaktör för tidskriften Känguru, 2004 var hon ordförande för Humanistiska föreningen. Hon har även varit redaktör för Gaudeamus., redaktionssekreterare på 00TAL, och arbetat med Ponton.
Hon översatte flera böcker för Modernista, av författare som Gertrude Stein och Iain Banks. Där arbetade hon också som redaktör. Mo har därefter frilansat som redaktör och korrekturläsare för förlag som Bonniers, Wahlström & Widstrand, Norstedts, Brombergs och Gilla böcker, skrivit litteraturkritik för Norrköpings Tidningar och Svenska Dagbladet och suttit i manusgruppen för Wahlström & Widstrand. Hon arbetar dessutom som lektör och redigerar insänd läsartext i tidskriften Skriva.

### Författarskap
Mo gjorde sin litterära debut 2007 med romanen Får i mig mer liv än jag är van vid (Modernista). Den fick blandad men övervägande positiv kritik. Hennes andra roman, Precis så illa är det (Modernista, 2010), fick positiva recensioner. Den första beskrivs av Jonas Thente som "nykter socialrealism", medan den andra får omdömet "Snyggt tänkt och genomfört men en smula enahanda."
År 2013 kom hennes första deckare ut, Döden tänkte jag mig så (Forum). Den fick mer uppmärksamhet än de tidigare romanerna. Boken kretsar kring den kvinnliga kriminalkommissarien Helena Mobacke. 2014 kom en uppföljare, Vänd om och var stilla (Forum), som också blev uppmärksammad. En tredje bok i serien kom 2015, med titeln Allting trasigt ska bli helt (Forum). Den har liksom de andra blivit kritikerrosad.

### Erkännande
Med novellen "Allt annat får glömskan ta" nominerades Mo 2011 till Sveriges Radios Novellpris. Den lästes upp av Niklas Falk. År 2013 tilldelades hon Barometern-OT:s kulturpris Gyllene Fjädern, med motivering "Johanna Mo har utvecklat en trygghet i skrivandet som gör att hon kan ta sig språkliga friheter. Hon har en underfundig blick för vardagens avgörande banaliteter och tecknar sina karaktärer med precision och värme."
Café sammanfattade hennes författarskap: "Johanna Mo är populär bland recensenterna, men lite förbisedd hos den bredare massan."

### Översättningar
- Gertrude Stein, Ida, Modernista 2006[31]
- Alicia Erian, Towelhead, Modernista 2006[32]
- Jim Thompson, Mördaren i mig, Modernista 2008[33]
- Iain Banks, Skuld, Modernista 2008[34]

### Nutidsrealistiska romaner
- Får i mig mer liv än jag är van vid (Modernista 2007)[35]
- Precis så illa är det (Modernista 2010)[36] (inläst som talbok av Helena Gripe[37])

### Detektivromaner
- Döden tänkte jag mig så (Helena Mobacke 1) (Forum 2013)[38] (inläst som talbok av Anna Westerberg[39])
- Vänd om och var stilla (Helena Mobacke 2) (Forum 2014)[40] (inläst som talbok av Sonja Lindblom[41])
- Allting trasigt ska bli helt (Helena Mobacke 3) (Forum 2015)[42] (inläst som talbok av Elisabeth Thorborg[43])
- Jag var tvungen att gå (Helena Mobacke 4) (Bonnier Bookery 2019)[44]
- Svarta änkan (Forum 2019)
- Nattsångaren (Ölandsbrotten 1) (Romanus & Selling 2020)
- Skuggliljan (Ölandsbrotten 2) (Romanus & Selling 2021)
- Mittlandet (Ölandsbrotten 3) (Romanus & Selling 2022)